# Fernando Luján
Fernando Luján (Bogotá, 23 de agosto de 1938 — Puerto Escondido, 11 de janeiro de 2019) foi um ator colombo-mexicano. Tornou-se conhecido internacionalmente depois de a Época de Ouro do cinema mexicano. No Brasil, era mais conhecido pelas várias exibições da telenovela «Os Ricos Também Choram», e pela novela «Olhar de Mulher». Morreu no início de janeiro de 2019 em decorrência de problemas respiratórios.

## Filmografia

### Cinema
- El Método Lanner (2015) … Francisco
- Tercera llamada (2013) … Fernando
- Viento en contra (2011) … Justino Samperio
- Huevos revueltos (2009)
- Euforia (2009) … Duque
- El libro de las aguas (2008) … Ángel
- Cinco días sin Nora (2008) … José Kurtz
- Cosas insignificantes (2008) … Augusto Gabrieli
- Hasta el viento tiene miedo (2007) … Doutor Vila
- Cañitas. presencia (2007) … Don Fernando
- El carnaval de Sodoma (2006)
- Tú te lo pierdes (2005)
- Las llaves de la independencia (2005) … Demetrio
- Primer y último amor (2002) … Fermín Azcue
- El tigre de Santa Julia (2002) … Nando
- En el país de no pasa nada (1999)
- El coronel no tiene quien le escriba (1999) … Coronel
- Fuera de la ley (1998)
- Día de muertos (1988)
- Solicito marido para engañar (1987)
- Más buenas que el pan (1985)
- En la trampa (1979)
- Estas ruinas que ves (1978) … Paco Aldebarán
- Guerra de los pasteles (1978)
- El patrullero 777 (1977)
- El alegre divorciado (1976)
- La carrera del millon (1973)
- El miedo no anda en burro (1973)
- El medio pelo (1972) … Dr. Sergio López
- Juegos de alcoba (1971)
- Los corrompidos (1971)
- Buscando una sonrisa (1970)
- Pilotos de combate (1970)
- La hermana Dinamita (1970)
- Confesiones de una adolescente (1969)
- El cuerpazo del delito (1968)
- El oficio más antiguo del mundo (1968)
- Cuatro contra el crimen (1968)
- 5 de chocolate y 1 de fresa (1968) … Miguel Ernesto Suárez
- Agente 00 Sexy (1968) … Ernesto Romero
- El amor y esas cosas (1967)
- Caballos de acero (1967)
- Los perversos (1967)
- Acapulco a go-gó (1967)
- El falso heredero (1966)
- Lanza tus penas al viento (1966)
- Novias impacientes (1966)
- Un novio para dos hermanas (1966)
- Sólo para tí (1966) … Juan Negro
- Fiebre de juventud (1965)
- Juventud sin ley (1965)
- ¿Qué haremos con papá? (1965)
- Viento negro (1965) … Julio
- Amor de adolescente (1965) … Raúl Linares
- El gángster (1964)
- Neutrón contra los asesinos del karate (1964)
- Amor y sexo (Safo '63) (1964) … Gallina
- El pueblo fantasma (1963)
- La sombra de los hijos (1963)
- Dile que la quiero (1963)
- El cielo y la tierra (1962)
- Jóvenes y bellas (1961)
- Mañana serán hombres (1961) … Raúl
- Juventud rebelde (1961)
- Vacaciones en Acapulco (1960)
- Peligros de juventud (1960)
- La sombra en defensa de la juventud (1959)
- La edad de la tentación (1958)
- El mil amores (1954) … Ricardo Rodríguez
- La segunda mujer (1952)
- La cobarde (1947)

### Televisão
- Así en el barrio como en el cielo (2015) … Marcelo Ferrara[3]
- Los Rey (2012) … Everardo Rey
- Quererte así (2012) … Fred
- Entre el amor y el deseo (2010–2011) … Edgar Dumont
- Deseo prohibido (2008) … Julián Valle Ocampo
- Montecristo (2006–2007) … Alberto Lombardo
- Las Juanas (2004–2005) … Calixto Matamoros
- Mirada de mujer: El regreso (2003–2004) … Lic. Ignacio San Millán
- Lo que es el amor (2001–2002) … Emiliano Lomelí
- Todo por amor (2000–2001) … Gonzalo Robles
- Tres veces Sofía (1999)
- Noche para compartir (1998)
- Olhar de mulher (1997) … Lic. Ignacio San Millán
- Para toda la vida (1996) … Juan Ángel
- La Paloma (1995)
- Sueño de amor (1993) … Ernesto
- Vida robada (1991) … Don Ramón Avelar
- Cadenas de amargura (1991) … Padre Julio
- Bella y Bestia (1979) … Alfred
- Os ricos também choram (1979) … Diego
- María José (1978) … El Jaiba
- Los que ayudan a Dios (1973) … Fernando
- El edificio de enfrente (1972) … Camilo
- La culpa de los padres (1963)
- Domingos Herdez (1962)
- Cuatro en la trampa (1961)

### Teatro
- ¿Por qué no te quedas a desayunar? (1998)
- El avaro (1977)
- La vidente (1964)
- Otra viuda alegre (1962)
- Cada noche muere Julieta (1960)
- El hombre que hacía llover (1959)
- Marianela (1946)